# قصة حبيبين
قصة حبيبين هو البوم للفنان العراقي كاظم الساهر، تم إصداره عام 2002 من إنتاج شركة روتانا.

## قائمة الأغاني
- دلع - 2:53-من كلمات كريم العراقي-الحان-كاظم الساهر
- ضلي زيدي  - 3:50-من كلمات كاظم الساهر-الحان-كاظم الساهر
- تقولين  - 4:55-من كلمات مانع بن سعيد العتيبة-الحان-كاظم الساهر
- عيد وحب  - 3:44-من كلمات كريم العراقي-الحان-كاظم الساهر
- كان صديقي  - 8:53-من كلمات كريم العراقي-الحان-كاظم الساهر
- اشرب مر  - 3:36-من كلمات كريم العراقي-الحان-كاظم الساهر
- لو أننا لم نفترق - 5:03-من كلمات فاروق جويدة-الحان-كاظم الساهر
- يا لالا  - 4:13-من كلمات كاظم الساهر-الحان-كاظم الساهر
- موحرام - 4:54-من كلمات الملتاع-الحان-كاظم الساهر
- هانت عليك  - 3:30-من كلمات كاظم السعدي-الحان-كاظم الساهر
- يا ناس  - 4:05-من كلمات كريم العراقي-الحان-كاظم الساهر
- يدك  - 5:28-من كلمات نزار قباني-الحان-كاظم الساهر